# Craniophora praeclara
Craniophora praeclara är en fjärilsart som beskrevs av Ludwig Carl Friedrich Graeser 1890. Craniophora praeclara ingår i släktet Craniophora och familjen nattflyn. Inga underarter finns listade i Catalogue of Life.

## Bildgalleri

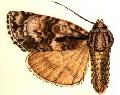